# Pomacentrinae
Famille
Les Pomacentrinae, ou Pomacentrinés, (du grec poma opercule et kentron dard) sont une sous-famille de poissons perciformes de la famille des Pomacentridae, comprenant les demoiselles et les poissons-clowns. C'est la plus diversifiée des sous-familles des Pomacentridae avec environ 21 genres et environ 200 espèces.

## Caractéristiques
La plupart vivent en eau salée, mais certains fréquentent les eaux saumâtres. Ils sont remarquables pour leur robuste constitution et territorialité. Ils pratiquent l'hermaphrodisme successif de type protandre. Nombre d'entre eux sont brillamment colorés, ce qui les rend populaires dans les aquariums.
Les membres de la famille des Pomacentridae sont parfois classés en quatre sous-familles : Amphiprioninae, Chrominae, Lepidozyginae, et Pomacentrinae, partition non retenue par FishBase.